# Birobidzhan
Birobidzhan (tiếng Nga: Биробиджан; tiếng Yiddish: ביראָבידזשאַנ) là một thị xã và trung tâm hành chính của Tỉnh tự trị Do Thái, Nga. Nó nằm trên tuyến đường sắt xuyên Siberi, gần biên giới với Cộng hòa Nhân dân Trung Hoa.

## Liên kết
- Birobidzhan from 1929 to 1931 - photo album (Digitized page images) at US Thư viện Quốc hội Mỹ
- Atlas: Birobidzhan Lưu trữ ngày 29 tháng 8 năm 2005 tại Wayback Machine
- Birobidzhan government homepage Lưu trữ ngày 15 tháng 11 năm 2007 tại Wayback Machine (official)
  - Birobidzhan Photo Gallery Lưu trữ ngày 21 tháng 11 năm 2007 tại Wayback Machine (official)
- The Jewish story about Birobidzhan (Birobidjan) 1928-1970 Lưu trữ ngày 29 tháng 12 năm 2007 tại Wayback Machine (from Encyclopaedia Judaica 1971 a.o., with fotos added)